# Notiobiella luisae
Notiobiella luisae is een insect uit de familie van de bruine gaasvliegen (Hemerobiidae), die tot de orde netvleugeligen (Neuroptera) behoort. 
Notiobiella luisae is voor het eerst wetenschappelijk beschreven door Monserrat in 1990.